# Eduard Speck

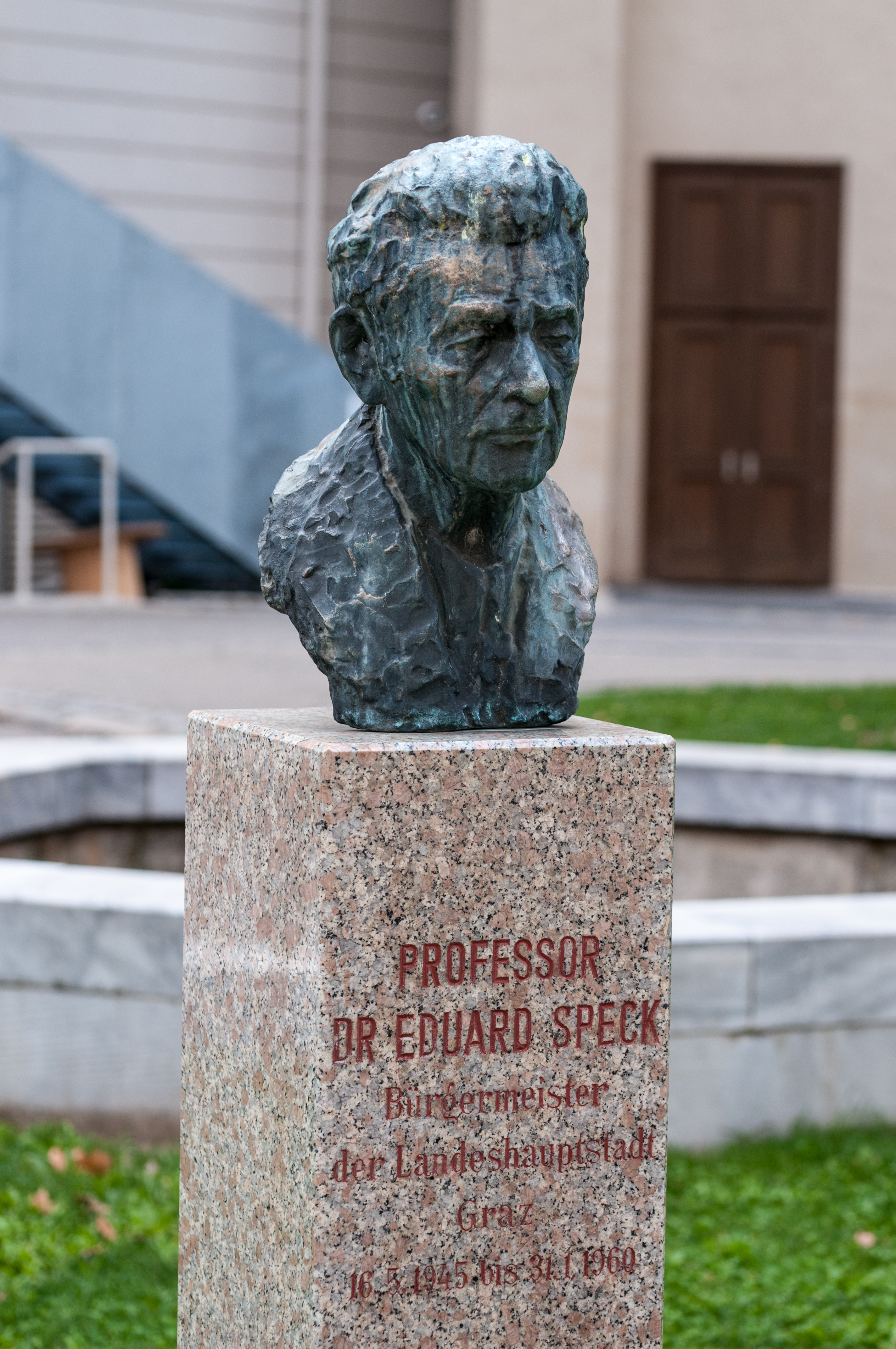
Büste von Eduard Speck bei der Grazer Oper

Eduard Speck (* 21. November 1884 in Wien; † 3. November 1973 in Graz) war ein österreichischer Kommunalpolitiker und von 1945 bis 1960 Bürgermeister von Graz.

## Leben und Wirken
Der Sohn eines Offiziers der Armee der Donaumonarchie legte seine Matura in Brünn ab, studierte Philosophie und Philologie an der Universität Wien und dann an der Universität Innsbruck, wo er 1906 promovierte. Während seines Studiums wurde er 1902 Mitglied der Burschenschaft Arminia Wien. Ab 1908 war Speck als Gymnasialprofessor für Deutsche Literatur, Latein, Griechisch und Philosophie tätig. Von 1920 bis 1934 und von 1940 bis 1944 übte er diese Tätigkeit in Graz aus, in den Jahren dazwischen war ihm aus politischen Gründen das Lehramt untersagt. Speck, der zunächst eher dem „nationalen“ Lager zugeneigt gewesen war, war seit 1924 als Vertreter der Sozialdemokratie Mitglied im Grazer Gemeinderat.
Vom 16. Mai 1945 bis zum 31. Januar 1960 übte der zunächst von der russischen Besatzungsmacht eingesetzte Bürgermeister seine Funktion aus. Er wurde nach dem Ende seiner Amtszeit am 18. Februar 1960 zum Ehrenbürger von Graz gewählt. Ein besonderes Anliegen waren Speck der Wiederaufbau der Grazer Theater und der Schulbau. Sein Nachfolger wurde Gustav Scherbaum.

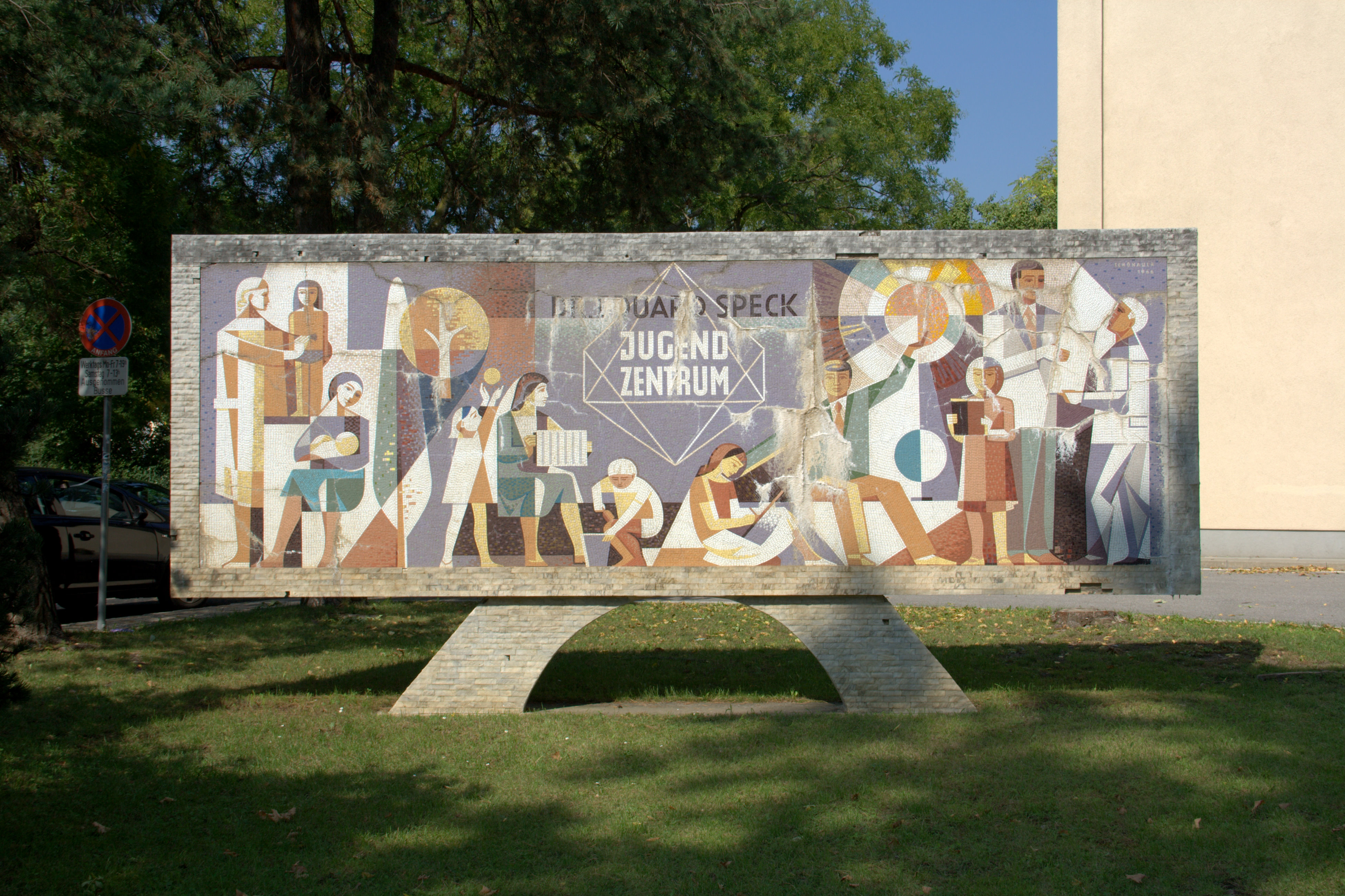
Mosaik in der Gradnerstraße 24

Der kulturinteressierte Altbürgermeister erhielt 1974 bei der Oper ein Denkmal (Denkmallisteneintrag). Bei der Gradnerstraße 24 steht ein ebenfalls denkmalgeschütztes Mosaik (Listeneintrag) aus dem Jahre 1964 mit der Aufschrift „Dr. Eduard Speck Jugendzentrum“, das Jugendzentrum wurde 1966 fertiggestellt.

## Auszeichnungen (Auszug)
- 1954: Ehrenring des Landes Steiermark
- 1960: Ehrenbürger von Graz